# Classe Habsburg
La classe Habsburg è stata una classe di tre navi da battaglia pre-dreadnought della k.u.k. Kriegsmarine, la marina militare dell'Impero Austroungarico, composta dalle navi Habsburg, Árpád e Babenberg. Costruita nei cantieri dello Stabilimento Tecnico Triestino; inizialmente furono le prime corazzate della flotta capaci di missioni in alto mare, ma con l'obsolescenza vennero riclassificate come "navi da battaglia da difesa costiera" e gradatamente accantonate fino a terminare la guerra nel ruolo di navi caserma.

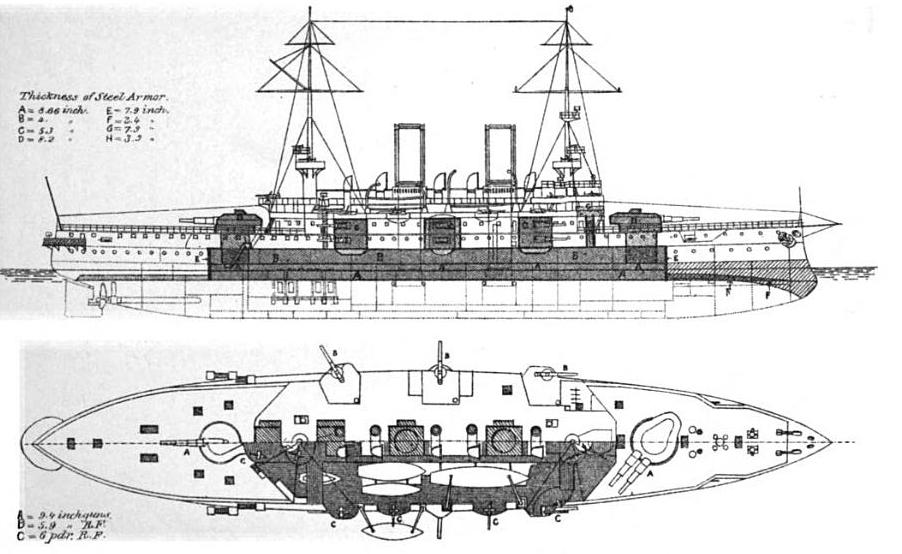
Disegni della classe Habsburg; le aree ombreggiate mostrano l'estensione e disposizione della corazzatura.

La classe partecipò alla prima guerra mondiale dai porti dell'Adriatico, inquadrata nella 4ª Divisione Navi da battaglia.